# Durazno (ville)
Pour les articles homonymes, voir Durazno (homonymie).
Durazno est une ville de l'Uruguay et est la capitale du département Durazno. Elle est située au centre du pays, sur la rive gauche de la rivière Yi, l'un des affluents du Río Negro. Sa population est environ de 35 000 habitants.

## Histoire
La ville fut fondée par les Portugais en 1821 sous le nom de Villa San Pedro del Durazno en hommage à l'empereur brésilien de cette époque. Le général Fructuoso Rivera en a fait une ville importante en la nommant capitale nationale alors qu'il était président peu après la naissance de la république.

## Population
Sa population urbaine est de 33 576 habitants.
| Année | Population |
| ----- | ---------- |
| 1963  | 21 476     |
| 1975  | 25 981     |
| 1985  | 27 834     |
| 1996  | 30 607     |
| 2004  | 33 576     |

Référence,:

## Économie
La ville est le centre urbain d'une région d'élevage et agricole. Elle occupe donc une fonction commerciale pour vendre les produits transformés, et plus particulièrement l'industrie de production de la viande et de la farine.
Le passage de la rivière effectué à l'aide de deux grands ponts a été essentiel pour la ville qui s'est transformée en véritable nœud de communication du centre du pays. La rive droite de la rivière Yi a aussi vu sa population augmenté avec la ville de Santa Bernardina, stimulée économiquement par la création de l'aéroport de Carrasco.

## Personnalités
- Antonio Alzamendi, ancien footballeur.
- Henry Damián Giménez, footballeur.
- Juan Guillermo Castillo Iriart, footballeur.
- Juani VN, Chanteur, Compositeur, Musicien, Producteur et Disc-Jockey.